# (13151) Polino
(13151) Polino (1995 OH) – planetoida z pasa głównego asteroid okrążająca Słońce w ciągu 3,52 lat w średniej odległości 2,31 j.a. Odkryta 22 lipca 1995 roku.